# Alectryon fuscus
Alectryon fuscus là một loài thực vật có hoa trong họ Bồ hòn. Loài này được Radlk. mô tả khoa học đầu tiên năm 1913 publ. 1914.